# Martina
Martina er et pigenavn, der er mest anvendes i England, Tyskland, Italien, Spanien, Portugal, Grækenland, Kroatien, Slovakiet, Slovenien, samt dele af Skandinavien.
På engelsk udtales navnet mahr-teen-a, mens det på italiensk og spansk udtales mahr-tee-nah.
Navnet er den feminine form af Martinus.

## Kendte personer
- Martina Hingis – slovakisk tennisspiller
- Martina Navratilova – tjekkisk tennisspiller
- Martina Stoessel -  Argentinsk sanger og skuespillerinde